# Herborista
Un herborista

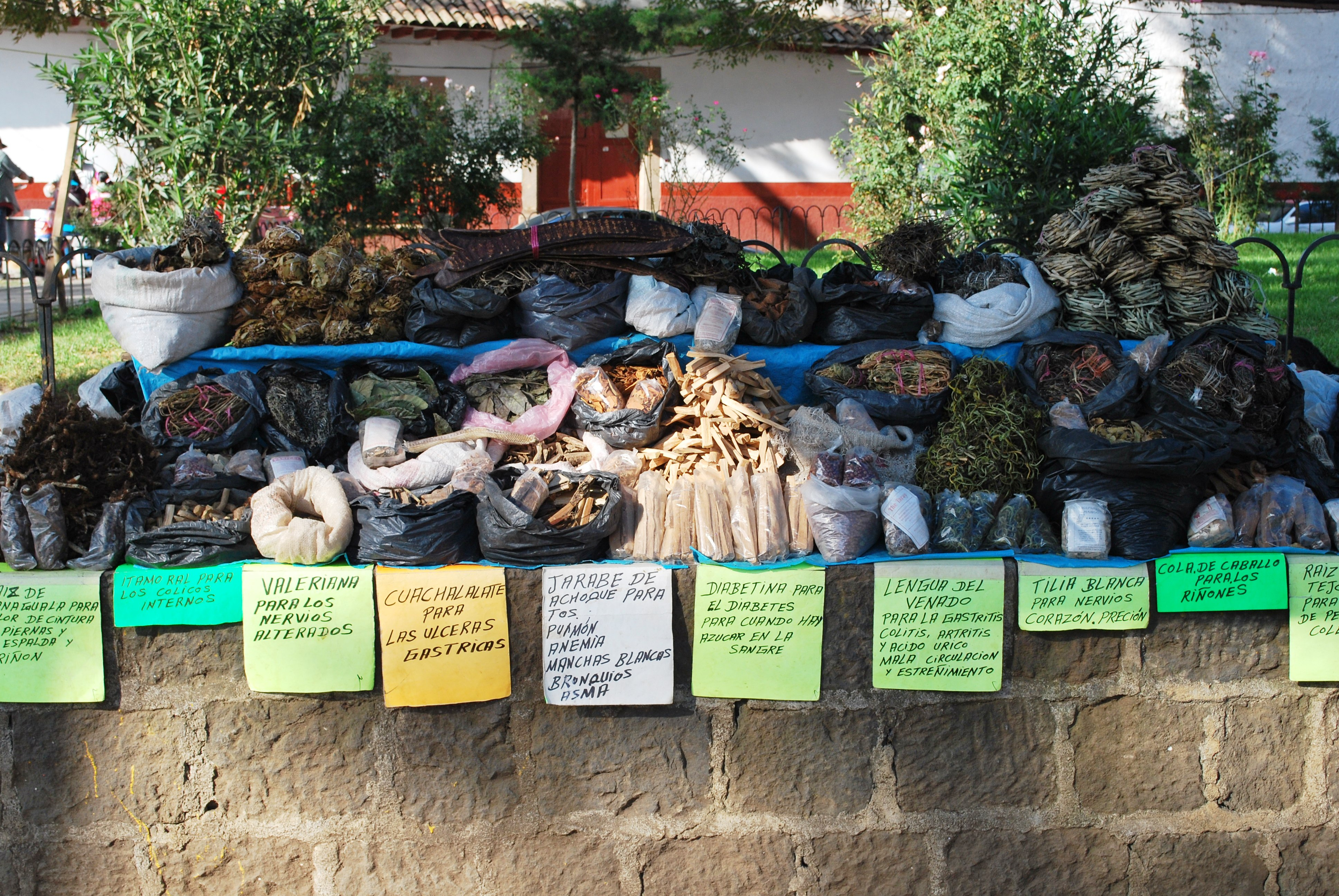
Puesto callejero de remedios herbales en Pátzcuaro, Michoacán (México).

es un profesional del herborismo, es decir, el uso de hierbas. Su actividad consiste en la recolección y acopio de plantas medicinales para utilizarlas de forma comercial o terapéutica.

Un herborista chino tradicional es una persona capacitada para hacer prescripciones herboristas. De forma análoga, un herborista ayurvédico tradicional es la persona capacitada para hacer prescripciones según la tradición ayurvédica.
La educación de los herboristas varía considerablemente en las diferentes partes del mundo. Los no titulados y sanadores indígenas tradicionales confían en el aprendizaje y reconocimiento de sus comunidades en lugar de la escolarización ortodoxa. En algunos países existe el estándar de capacitación y educación mínima formalizada, aunque estos no son necesariamente uniformes dentro y entre países. Por ejemplo, en Australia el actual estatus autorregulado de la profesión (a fecha de 2008) da lugar a diferentes asociaciones, estableciendo diferentes estándares educacionales y, por consiguiente, reconociendo una institución educativa o curso de capacitación. Los niveles de cualificación van desde la diplomatura hasta el grado de doctorado, con un nivel de diplomatura avanzada regulado de alguna forma por la sanidad nacional. 
Los herboristas se pueden dedicar a la recolección de hierbas silvestres o a su cultivo, así como a la diagnosis y tratamiento de afecciones o la prescripción de medicinas herboristas. La mayoría de las tradiciones herboristas dependen del análisis físico de la persona, se trata al paciente en lugar de la enfermedad.